# Gianpietro Zappa
Gianpietro Zappa (Bioggio, 11 febbraio 1956 – Lugano, 8 maggio 2005) è stato un calciatore svizzero, di ruolo difensore.

## Carriera

### Club
Durante la sua carriera veste le maglie di Lugano, Zurigo e Losanna. Nel 1981, con la divisa dello Zurigo, centra il double campionato-Coppa di Lega, raggiungendo la finale di Coppa Svizzera.

### Nazionale
Il 22 maggio 1979 esordisce in nazionale contro l'Islanda (2-0), andando in gol.